# Konoha
"Konoha" é uma canção do cantor e compositor brasileiro Thiago Pantaleão, gravada para seu primeiro álbum de estúdio Fim do Mundo. Conta com participação do cantor Lukinhas. A canção foi lançada para download digital e streaming através da Som Livre como segundo single de Fim do Mundo em 22 de setembro de 2022.

## Lançamento e promoção
A divulgação do single começou com publicações de Pantaleão nas redes sociais anunciando Konoha como próximo single do seu primeiro álbum de estúdio. O lançamento aconteceu diretamente do Palco Creators da CCXP22. A produção audiovisual é toda em anime e inspirada em Naruto, no qual Konoha é uma vila oculta. A canção foi lançada pelo selo Slap, da Som Livre. "Konoha" foi lançada para download digital e streaming como o segundo single do álbum em 22 de setembro de 2022.

## Videoclipe
Dirigido por Lucas Paixão, o videoclipe apresenta o Rio de Janeiro transformado em uma cidade de anime, com Pantaleão como um herói à la Naruto Uzumaki, acompanhado de amigos caracterizados como Sakura Haruno e Sasuke Uchiha. O vídeo mostra a evolução da amizade deles, assim como conflitos e envolvimentos amorosos. O videoclipe teve sua estreia quarto meses após o lançamento da canção das plataformas digitais.

## Faixas e formatos
| Download digital / streaming |          |         |  |
| N.º                          | Título   | Duração |  |
| 1.                           | "Konoha" | 3:19    |  |

## Histórico de lançamento
| Região | Data                   | Formato(s)                 | Gravadora(s) | Ref.  |
| ------ | ---------------------- | -------------------------- | ------------ | ----- |
| Várias | 22 de setembro de 2022 | Download digital streaming | Som Livre    | [ 3 ] |